# Ectobius pallidus
Ectobius pallidus är en kackerlacksart som först beskrevs av Olivier 1789.  Ectobius pallidus ingår i släktet Ectobius och familjen småkackerlackor.

## Underarter
Arten delas in i följande underarter:
- E. p. pallidus
- E. p. punctulatus
- E. p. chopardi